# Pickering Operations Complex
Pickering Operations Complex (кит. 必麒麟运作大厦) — небоскрёб в Сингапуре. Штаб-квартира компании SingTel, также в нём расположен отель компании. Имеется 45 этажей, 43 из которых надземные. Строительство было завершено в 1986 году.
Конструкция дома сделана из железобетона, и по своему дизайну похожа на рядом расположенный OCBC Centre.